# 地球四季
《地球四季》是法德合作的自然紀錄片，由雅克·贝汉導演、合寫劇本和旁白，與雅克·克魯奧德共同執導。2015年10月23日先行於東京國際影展首映。日本配音版旁白由木村文乃和笑福亭鶴瓶負責。中國旁白配音將由黄晓明負責，於2016年9月27日上映。

## 外部連結
- 互联网电影数据库（IMDb）上《地球四季》的资料（英文）